# Mokio
Mokio (ou Mokyo) est une localité du Cameroun située dans le département du Mayo-Sava et la Région de l'Extrême-Nord, à proximité de la frontière avec le Nigeria. Elle fait partie de l'arrondissement de Tokombéré

## Population
En 1966-1967 la localité comptait 354 habitants, des Mokyo. À cette date, elle disposait d'une école publique à cycle incomplet, d'un poste agricole et d'un marché de coton.
Lors du recensement de 2005, 683 personnes y ont été dénombrées.

## Éducation
Mokio est doté d'un lycée public général.